# Bistum Yokohama
Das Bistum Yokohama (lat.: Dioecesis Yokohamaensis, jap. カトリック横浜教区, katorikku Yokohama kyōku) ist eine in Japan gelegene römisch-katholische Diözese mit Sitz in Yokohama. Es umfasst die Präfekturen Kanagawa, Nagano, Shizuoka und Yamanashi.

## Geschichte
Papst Pius XI. gründete es mit der Apostolischen Konstitution Quod iamdiu am 9. November 1937 aus Gebietsabtretungen des Erzbistums Tokio, dem es auch als Suffragandiözese unterstellt wurde. 
Am 4. Januar 1939 verlor es einen Teil seines Territoriums an die Apostolische Präfektur Urawa.

## Bischöfe von Yokohama
- Jean-Baptiste-Alix Chambon MEP (9. November 1937 – 18. September 1940)
- Thomas Asagoro Wakida (25. März 1947 – 5. Juli 1951)
- Lucas Katsusaburo Arai (13. Dezember 1951 – 30. Oktober 1979)
- Stephen Fumio Hamao (30. Oktober 1979 – 15. Juni 1998)
- Rafael Masahiro Umemura (seit 16. März 1999)